# Фервју (округ Ири, Пенсилванија)
Фервју (енгл. Fairview, Erie County) насељено је место без административног статуса у америчкој савезној држави Пенсилванија.

## Демографија
По попису из 2010. године број становника је 2.348.
| Група             | 2000.    | 2010.         |
| Белци             | 0 (0,0%) | 2.275 (96,9%) |
| Афроамериканци    | 0 (0,0%) | 13 (0,6%)     |
| Азијати           | 0 (0,0%) | 9 (0,4%)      |
| Хиспаноамериканци | 0 (0,0%) | 40 (1,7%)     |
| Укупно            | 0        | 2.348         |